# Haute vallée du Suzon
Pour les articles homonymes, voir Suzon.
La Haute vallée du Suzon  est un site naturel remarquable de part et d'autre de la commune de Val-Suzon en Côte-d'Or.

## Description
Le Suzon serpente entre les plateaux calcaires, se faufilant parfois dans de véritables gorges. Les combes boisées sont dominées par de hautes falaises, par de petites buttes et des pics isolés. Gouffres et grottes creusent le plateau. Le site comporte de nombreuses sources.
La vallée s'étend sur les communes de Darois, Étaules, Hauteville-les-Dijon, Messigny-et-Vantoux, Panges, Pasques, Prenois, Saint-Martin du Mont et Val-Suzon.
Le GR 2 démarre dans la vallée, plus précisément à Sainte-Foy, hameau de Val-Suzon.

## Protection de l'environnement
- Le site des Milieux forestiers, prairies et pelouses de la Haute Vallee du Suzon est classé Site d'Importance Communautaire  Natura 2000 sur une surface de 2 790 hectares [2].
- inscription des parties bâties et des abords du Val Suzon (1992) ;
- arrêté de protection de biotope des falaises à faucon pèlerin. (1986)
- arrêté de protection de biotope protégeant environ 16 hectares des falaises de la combe(1993)
- La vallée du Suzon est classée Zone naturelle d'intérêt écologique, faunistique et floristique de type I, sous le numéro régional no 00010101 [3] sur une surface de 2 000 hectares[4].
- La Réserve naturelle régionale du Val-Suzon recouvre partiellement le territoire du site Natura 2000.
- La forêt domaniale du Val Suzon, a reçu le label national Forêt d'Exception[5] le mercredi 12 octobre 2016[6]. C’est la cinquième forêt labellisée après Fontainebleau, Verdun, la Grande Chartreuse et Rouen.

## Faune

### Papillons protégés
- Damier de la succise (Euphydryas aurinia)
- Écaille chinée (Callimorpha quadripunctaria)
- Damier du frêne (Hypodryas maturna)

### Mammifères
- Grand Murin (Myotis myotis)
- Petit Rhinolophe (Rhinolophus hipposideros)

### Oiseaux
La haute Vallée du Suzon comporte des sites de nidification de Faucon pèlerin, de l'Aigle botté, et Circaète Jean-le-Blanc.

## Chemin de fer

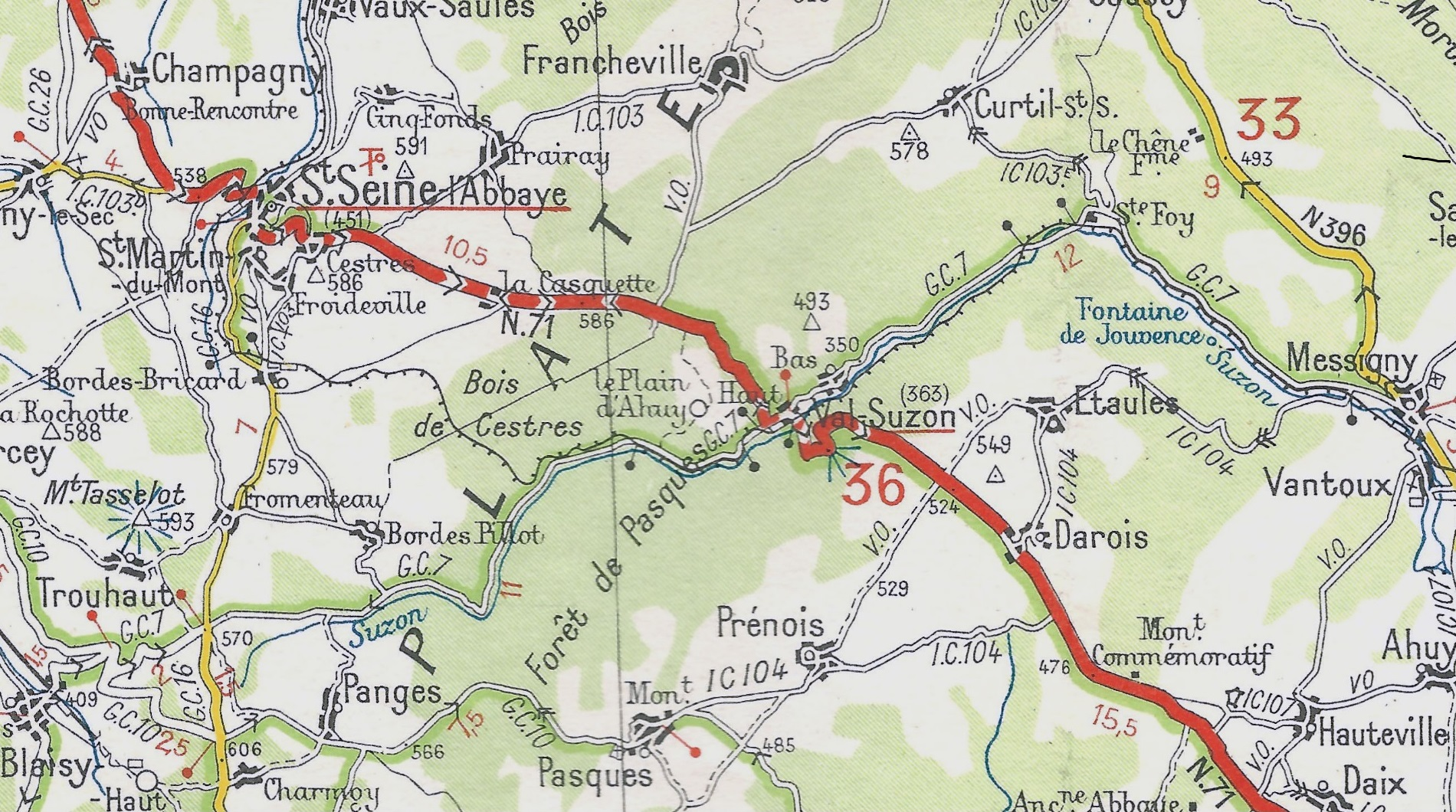
Tracé de la ligne de chemin de fer entre Messigny et St-Seine

La ligne des chemins de fer départementaux de la Côte-d'Or qui reliait  Dijon à Châtillon-sur-Seine remonte la vallée du Suzon vers l'ouest, puis oblique vers Saint-Seine-l'Abbaye en suivant le Rû Blanc, affluent gauche du Suzon. Le tronçon Val-Suzon-Haut - Saint-Seine-l'Abbaye du "tacot" a été inauguré le 15 décembre 1903.
Après une exploitation déficitaire et malgré un regain d'activité dû aux restrictions sur le transport automobile dans les années de la Seconde Guerre mondiale, la ligne s'arrêta définitivement de fonctionner en 1944, après que le département de la Côte-d'Or eut reconstitué son parc d'autocars routiers.
Près de 80 ans après, le tracé en est encore visible et les randonneurs peuvent l'emprunter.